# Rolim de Moura
Rolim de Moura – miasto i gmina w Brazylii, w stanie Rondônia. Znajduje się w mezoregionie Leste Rondoniense i mikroregionie Cacoal.